# ISO 3166-2:IS
ISO 3166-2:IS – kody ISO 3166-2 dla podjednostek administracyjnych Islandii.
Kody ISO 3166-2 to część standardu ISO 3166 publikowanego przez Międzynarodową Organizację Normalizacyjną. Kody te są przypisywane głównym jednostkom podziału administracyjnego, takim jak np. województwa czy stany, każdego kraju posiadającego kod w standardzie ISO 3166-1.
Aktualnie (2017) dla Islandii zdefiniowano kody dla 8 okręgów sądowych. 
Pierwsza część oznaczenia to kod Islandii zgodnie z ISO 3166-1, natomiast druga część oznaczenia znajdująca się po myślniku to jednocyfrowy kod jednostki administracyjnej. 

## Kody ISO
| Kod ISO | Nazwa jednostki administracyjnej w języku islandzkim | Nazwa jednostki administracyjnej | Rodzaj jednostki administracyjnej |
| ------- | ---------------------------------------------------- | -------------------------------- | --------------------------------- |
| IS-1    | Höfuðborgarsvæðið                                    | stołeczny                        | okręg sądowy                      |
| IS-2    | Suðurnes                                             | półwysep Reykjanes               | okręg sądowy                      |
| IS-3    | Vesturland                                           | zachodni                         | okręg sądowy                      |
| IS-4    | Vestfirðir                                           | fiordy zachodnie                 | okręg sądowy                      |
| IS-5    | Norðurland vestra                                    | północno-zachodni                | okręg sądowy                      |
| IS-6    | Norðurland eystra                                    | północno-wschodni                | okręg sądowy                      |
| IS-7    | Austurland                                           | wschodni                         | okręg sądowy                      |
| IS-7    | Suðurland                                            | zachodni                         | okręg sądowy                      |